# Flodbergskretsen
Flodbergskretsen var en kristen ekumenisk vänkrets av mystiskt intresserade i Stockholm kring sekelskiftet 1900 och 30 år framåt.
Kretsen samlades kring lykttändaren Carl Flodberg (1848–1933) och tulltjänstemannen Henrik Schager (1870–1934) i en liten sal på Köpmangatan 10 i Gamla Stan, där man bedrev andlig och social verksamhet. De som träffades var en blandad skara människor som kom även från de lägsta samhällsklasserna. Här skiljer de sig från den mystika vänkretsen kring Carl Henrik Bergman, kallad "Bergmankretsen", som den i övrigt påminner mycket om. Bergmanskretsen bestod till största delen av präster och folk från högre samhällsklasser, medan Flodbergkretsen hade en större social bredd. Kretsens mystika intresse samlade sig kring helgelserörelsen, kvietismen och radikalpietismen. 
Flodbergskretsens mest kända gestalt var David Petander, som det skrivits minst sju böcker om, och som kallats "En svensk Franciskus". Många inom Flodbergskretsen såg sig som hans lärjungar. Två av dessa har också blivit kända inom svensk kyrkohistoria, N.P. Wetterlund (1852–1928) och Hjalmar Ekström (1885–1962). Många kvinnliga mystiker anslöt sig också till kretsen, av dem var sångdiktaren Linnea Hofgren den mest kända. En av Flodbergskretsens medlemmar, Ulrika Ljungman (1906-2002), har skrivit en liten bok om kretsen, Gud – och intet mer. Levnadsteckningar och brev från den mystika flodbergskretsen (Artos 1984). Peter Halldorf har också skrivit om den i Hädanefter blir vägen väglös 1997 (Trots Allt/Pilgrim), och har påverkats starkt av kretsens andlighet.
Hjalmar Ekströms boksamling donerades till Sigtunastiftelsen, och den finns där nu öppen för allmänheten. Denna samling ger en god inblick i vad man läste inom kretsen. Där finns allt från gamla katolska mystiker som Madame Guyon, François Fénelon, Thomas a Kempis och Franz von Baader till lutherska mystiker som Jakob Böhme, C.O. Rosenius, Søren Kierkegaard och Waldemar Rudin.
Flodbergskretsen har haft stort inflytande på nordiskt kyrkoliv. Således besökte t.ex. Smiths Vänners grundare Johan Oscar Smith Flodbergskretsen i början av 1930-talet, och tog med sig avgörande intryck från dem. 
Övriga från senare tid som påverkats av kretsen är Poul Madsen och Martin Lönnebo. Den senare skrev både om Hjalmar Ekström (Religionens fem språk, 1975) och om Henrik Schager (En annan väg än den där många gå, 1987) 